# 师爷请自重
《师爷请自重》，是一部由优酷、鸣涧影业出品，麦田执导，章若楠、张昊唯领衔主演的2020年中国大陆古装網路劇，改编自酒小七小说《调笑令》，主要讲述「师爷」谭铃音与铜陵县令唐天远携手破案、维护正义并收获爱情的故事。2019年8月11日在横店影视城开机，2019年10月8日全剧杀青，2020年4月25日在优酷首播。

## 播出时间及平台
| 频道   | 所在地   | 播映日期      | 播出时间                                 | 备注   |
| ------ | -------- | ------------- | ---------------------------------------- | ------ |
| 优酷   | 中国大陆 | 2020年4月25日 | 每週三、週四20:00更新两集 会员提前看四集 |        |
| 中华TV |          | 2020年9月2日  | 每週一至週五 20:00－21:00                | 全24集 |

## 剧情梗概
富家女谭铃音（章若楠 饰）为逃避包办婚姻，与弟弟谭清辰（王术一 饰）一同从老家济南逃往京城说书，并成为京城第一说书人，尤以唐飞龙爱情故事系列最受欢迎，而翰林学士唐天远（张昊唯 饰）即为唐飞龙的人物原型。谭铃音自幼便仰慕唐天远，后因女扮男装被识破而被书社辞退，并与弟弟一同逃往铜陵创办古堂书社，开始以「妙妙生」为笔名撰写话本。而与此同时，唐天远也被任命为铜陵县令，并以「唐飞龙」为化名任职，彻查桑杰私采黄金案。唐天远到任后，铜陵县衙公开招募师爷，谭铃音揭榜应聘，并凭借天香楼案成功留任。池州知府宗应林（石小满 饰）将义女周如意（张柏嘉 饰）派往铜陵县衙女扮男装假扮县丞，以帮助宗应林打探军情，周如意在去往铜陵的路上被凤凰寨土匪头子段风（戴景耀 饰）打劫，后被路过的铜陵县衙捕头郑少封（马闻远 饰）救下，郑少封便对周如意一见钟情，周如意后以「周正道」为化名任职。此后，谭铃音与唐天远携手破案，并逐渐暗生情愫。最终，黄金案完美告破，而唐天远也在月老祠的姻缘树下与谭铃音定情。
几个月后，古堂书社分店开张，而唐天远也必须回京述职，并决定带上谭清辰一同回宫认亲。唐天远希望谭铃音跟随自己一同回京城，而谭铃音则更希望留在铜陵，并让唐天远若真心有意于自己则需要在述职结束后再回到铜陵，唐天远欣然答应。郑少封独自一人来到妙生楼，回想起与周如意之间的种种过往，而此时的妙生楼却早已恢复往日的热闹。在得知周如意即为妙生楼老板娘后，郑少封决定留在妙生楼，与周如意共度余生，二人最终冰释前嫌。大家聚集在县衙内为唐天远举行欢送宴，每个人也都有了各自的归宿。七个月后，谭清辰回到铜陵，从谭清辰口中得知周如意已怀有身孕的谭铃音决定到妙生楼找郑少封算账。谭铃音来到妙生楼，发现郑少封与周如意正在表演自己与唐天远刚来到铜陵时的故事。台下的谭铃音正津津有味地看着，却也在不知不觉中如愿等到从京城归来的唐天远，二人最终在妙生楼重逢。

## 演员列表

### 主要演员
| 演员                | 角色   | 介绍 | 配音   |
| 章若楠 童年：祁心蕊 | 谭铃音 | 古堂书社话本作家，笔名「妙妙生」 为逃避包办婚姻而与弟弟谭清辰一同从老家济南逃往京城说书，女扮男装被识破后与弟弟一同逃往铜陵创办古堂书社 唐天远到铜陵任职后前往县衙应聘师爷，并凭借天香楼案成功留任 因唐天远曾在儿时无意中路过济南并为谭家洗清冤屈而仰慕唐天远，后在与唐天远携手破案的过程中对唐天远暗生情愫 与唐天远以假扮情侣的方式瞒过朱大聪与宗应林 因被宗应林设计陷害而含冤入狱，后被唐天远及时救出，此后与唐天远逐渐开始假戏真做 从江暮春口中得知唐飞龙即为唐天远的化名后，被劫至凤凰寨，险被段风作为压寨夫人，后被唐天远及时救出 唐天远在公堂上提出分手时对唐天远产生误会 谭清辰被江暮春绑架后为保自己与弟弟周全而对唐天远谎称自己是宗应林派往县衙的卧底，以此与唐天远撇清关系，后被唐天远革职，并被赶出县衙 唐天远试图救出谭清辰时不小心落入江暮春设计的陷阱，后及时赶到并救出唐天远与谭清辰，并与唐天远冰释前嫌 唐天远身负重伤后被江暮春诬陷为因爱生恨反水段风而重伤唐天远，并被江暮春赶出县衙 唐天远醒来后在唐天远的帮助下最终得以回到县衙 最终与唐天远一同侦破黄金案，并决定留在铜陵，后与从京城述职归来的唐天远重逢 | 乔诗语 |
| 张昊唯 童年：马熙尧 | 唐天远 | 铜陵县令，化名「唐飞龙」 原为京城翰林学士，后被任命为铜陵县令，彻查桑杰私采黄金案 在与谭铃音携手破案的过程中对谭铃音暗生情愫，并在朱大聪赶到铜陵后伪造任命书帮助谭铃音延迟婚约 与谭铃音以假扮情侣的方式瞒过朱大聪与宗应林，后与谭铃音逐渐开始假戏真做 在月老祠的姻缘树下与谭铃音定情 被处以通奸罪时在公堂上以分手为由瞒过宗应林 谭清辰被绑架后试图救出谭清辰，却不小心落入江暮春设计的陷阱，后被赶到的谭铃音救出，并与谭铃音冰释前嫌 救出谭清辰后被杀手追杀，后在打斗的过程中身负重伤 最终与谭铃音一同侦破黄金案，数月后回京任职，七个月后回到铜陵与谭铃音重逢 | 杨天翔 |

### 古堂书社
| 演员                | 角色   | 介绍 | 配音   |
| 王术一 童年：张杍涵 | 谭清辰 | 谭铃音之弟 与谭铃音无血缘关系，实为當朝皇后之弟 五岁时因為聽到禮部侍郎與其子的對話，被追殺之際因殺手不忍而被拋山聽天命，后被谭铃音捡到 最早从唐天远口中得知唐飞龙即为唐天远的化名 公堂分手事件后不久被江暮春绑架，身世之谜被揭开，后被唐天远救出，却不小心落入江暮春设计的陷阱，又被赶到的谭铃音救出 最终跟随回京述职的唐天远一同回京认亲，七个月后回到铜陵 | 刘思岑 |
| 宫正晔              | 小方   | 古堂书社伙计 | 不適用 |
| 顾天逸              | 小庄   | 古堂书社伙计 | 不適用 |

### 铜陵县衙
| 演员   | 角色   | 介绍 | 配音     |
| 马闻远 | 郑少封 | 铜陵县衙捕头 唐天远之好友 原为京城武状元，后跟随唐天远到铜陵任职 对周如意一见钟情，为帮助周如意治病而以身试毒，并曾因此晕倒 与化装为周正道的周如意一同在湖边勘察时无意中识破周如意的身份，并与周如意坦诚心意 因在周如意房间发现了江暮春为栽赃陷害而留下的作案工具，误以为周如意是绑架谭清辰及刺杀唐天远的凶手，从而对周如意产生误会，并将周如意关入大牢，后从谭铃音口中得知江暮春为真凶，便释放周如意 最终决定与周如意一同经营妙生楼，并与周如意走到一起 | 孙路路   |
| 张柏嘉 | 周正道 | 周如意女扮男装时的化名 | 乔苏     |
| 张柏嘉 | 周如意 | 宗应林义女 自幼体弱多病，常年依靠药方维持生命 被宗应林派往铜陵县衙女扮男装假扮县丞，以帮助宗应林打探军情 以妙生楼舞姬为副业 从丛顺口中得知唐飞龙即为唐天远的化名后，本想利用宗应林的毒药结束唐天远的性命，后因江暮春的出现而失败 段风入狱后本想借丛顺换班之际利用蒙汗药将段风迷晕，然后讹传谭铃音与段风一同越狱，以此陷害段风，并使谭铃音落井下石，后因段风的将计就计而失败 段风越狱后本想在其逃亡的途中将其暗杀以灭口，后因郑少封的出现而失败 被郑少封识破身份后与郑少封坦诚心意 宗应林逃离铜陵前决定与宗应林分道扬镳 被郑少封误以为是绑架谭清辰及刺杀唐天远的凶手，并被关入大牢 从郑少封口中得知宗应林死讯后悲痛欲绝，并决定不再原谅郑少封 在天目山救下寻找桑杰可能藏匿黄金的暗渠时因大雨被困的郑少封，并决定向郑少封告别，后在郑少封的劝说下决定原谅郑少封，最终却在第二天不告而别，并留下一张写有「抱歉」的字条 匿名举报宗应林与其他同党 县衙被江暮春纵火后用暗器刺伤江暮春，并以此救下谭铃音 最终接手妙生楼，决定原谅郑少封，并与郑少封走到一起 | 乔苏     |
| 林子晴 | 香瓜   | 唐天远之贴身侍女 因唐天遠母親承诺将自己许配給唐天遠做妾，从而對唐天遠愛慕不已 不喜歡譚鈴音，却在唐天远身负重伤后对谭铃音转变态度，帮助谭铃音向唐天远传话，并多次帮助谭铃音摆脱江暮春的眼线 发现江暮春手中的钥匙后假意向江暮春示好，以取得江暮春的信任 唐天远带领谭铃音与段风夜探桑杰墓时因替谭铃音挡刀而被江暮春刺伤，后被李大王抱回县衙 最终与李大王走到一起 | 聂曦映   |
| 刘宸羽 | 丛顺   | 铜陵县衙仵差 宗应林义子 周如意被郑少封识破身份后赶到义父面前将自己暴露，并承诺接替周如意为义父做事，后教唆二筒以婚约一事状告谭铃音与唐天远 宗应林死后受江暮春指使决定为义父报仇 得知宗应林被杀的真相后决定对江暮春动手，却先行一步被江暮春刺伤 最终在受唐天远委托的雪梨的劝说下决定迷途知返留在县衙，并与雪梨走到一起 | 张思王之 |
| 刘颺   | 赵小六 | 郑少封手下捕快 | 胡良伟   |
| 郑拓疆 | 李大王 | 郑少封手下捕快 最终与香瓜走到一起 | 苗壮     |
| 郭锐晨 | 雪梨   | 唐天远之贴身侍女 最终与丛顺走到一起 | 李雪娇   |
| 陈鸿锦 | 西葫芦 | 唐家家丁 | 星潮     |

### 其他演员
| 演员     | 角色       | 介绍 | 配音     | 备注     |
| 李莎旻子 | 江暮春     | 礼部侍郎之女 唐天远之未婚妻 為了得到唐天遠，常對譚鈴音危言聳聽，挑撥離間，并多次帮助县衙所有人做各种力所能及的小事，以收买人心 知道周如意女扮男装 绑架谭清辰，以此威胁谭铃音离开唐天远，意图结束谭铃音姐弟二人的性命 谭清辰被唐天远救出后设下圈套故意引出段风下山为黄金案作证，意图在此过程中结束唐天远的性命，并将整个事件及绑架谭清辰一事栽赃给周如意 唐天远身负重伤后诬陷谭铃音因爱生恨反水段风而重伤唐天远，并将谭铃音赶出县衙，自己则奉旨代管整个县衙 老铁死后决定对宗应林下手，在宗应林逃离铜陵的路上将其杀害，并将整个事件栽赃给唐天远 以父亲的名义设计一切，意图替父亲拿到黄金，最终被周如意用暗器刺伤，并被关入大牢 | 杨静     | 特别出演 |
| 戴景耀   | 段风       | 凤凰寨土匪头子 個性可愛 對譚鈴音一見鍾情 綁架譚鈴音，并将其作為壓寨夫人，后因唐天遠及時趕到而失敗，并被捉拿入狱，后为逃避周如意的设计陷害而带领到狱中看望自己的谭铃音一同越狱，并回到凤凰寨与谭铃音结为兄弟 桑杰请到的礦工，挖到黃金后為了不被滅口从而逃往鳳凰寨做土匪 不滿老鐵，想將黃金佔為己有不分兄弟 母親病死，因在外逃亡未能見最後一面 最终在唐天远的劝说下决定从良 | 凌飞     | 特别出演 |
| 刘泽庭   | 朱大聪     | 济南知府之子 谭铃音之未婚夫 与谭铃音订有婚约，但被谭铃音逃婚，为寻找谭铃音而从济南追至铜陵，并撕去天香楼封条，变卖其中的公物，将其更名为「妙生楼」重新开张 谭铃音因公堂分手一事对唐天远产生误会后在妙生楼向谭铃音求婚，却被谭铃音拒绝，并从谭铃音口中得知伪造任命书的真相，最终淡然放手，并离开铜陵回到济南 | 不適用   |          |
| 石小满   | 宗应林     | 池州知府 唐天远死敌 周如意、丛顺义父 持有桑杰墓穴钥匙 到铜陵摸清唐天远底细时为唐天远准备了一位新师爷，但被唐天远拒绝 最终决定携带钥匙逃离铜陵，却在路上被江暮春杀害 | 不適用   |          |
| 刘恩尚   | 齐员外     | 齐蕙之父 | 不適用   |          |
| 温海波   | 孙员外     | 孙不凡之父 最早发现天目山金矿，便伙同桑杰盗采，事成后因分赃不均而与桑杰反目，并对其下属下手 在妙生楼被唐天远审问时被受到宗应林指使的周如意灭口 | 不適用   |          |
| 董李无忧 | 二筒       | 被朱大聪收为妙生楼管家 受丛顺教唆与朱大聪一同赶到县衙，并以婚约一事状告谭铃音与唐天远 | 刘妤姻子 |          |
| 韩明熙   | 孙不凡     | 孙员外之子 齐蕙之未婚夫 因受到妙妙生话本的启发，从而对拒绝自己的齐蕙因爱生恨，便伪造卫子通笔迹约其外出私奔，并在此过程中将齐蕙杀害 | 不適用   |          |
| 杨静一   | 玉环       | 齐蕙之贴身侍女 | 不適用   |          |
| 孙征宇   | 老铁       | 桑府管家 因挖到黃金險被桑杰滅口，后与段風一同逃往鳳凰寨，想將黃金佔為己有 与段風不合，最终因被江暮春收买而被段风杀害 | 不適用   |          |
| 徐冰     | 张志远     | 天香楼老板 | 不適用   |          |
| 邹艳妮   | 云儿       | 天香楼案受害者 | 不適用   |          |
| 闫范宇   | 卫子通     | 齐蕙表哥 孙不凡情敌 与齐蕙两情相悦 | 不適用   |          |
| 郭建伟   | 燕大夫     | 在京城为唐天远治病的大夫 | 不適用   |          |
| 张辉     | 瞎子       | 凤凰寨土匪 | 不適用   |          |
| 金涵     | 胖子       | | 不適用   |          |
| 邱萧     | 齐蕙       | 齐员外之女 卫子通表妹 孙不凡之未婚妻 心属卫子通 | 不適用   |          |
| 范晓明   | 天香楼老鸨 | | 不適用   |          |

## 主创团队
- 出品人：黎直前、朱辉龙
- 总监制：谢颖
- 总策划：庄卓然、吴倩、张丽娜、汪涛
- 监制：苏婕、尚敬
- 总制片人：和美
- 制片人：马爽、刘霖菲
- 执行制片人：欧力克
- 制片主任：马文瀚
- 执行制片：从天扬
- 策划：张珺玮、谢扬、白天石、王沁沁、王凯、张莉、申宛灵、鲁昭、邹桐
- 发行：张华芝、郝安然
- 宣传总监：宋晓曦、张薇
- 宣传统筹：张如琳、庞泰、林庆琳、艾琴、戴晓磊、金晶、李晓妍、李霖、叶尔方青
- 运营总监：刘燕红、杨勤、杨雪、李扬
- 运营统筹：胡媛媛、陈玲、宋歌、宋洋、蒋晶淼、盛琨、杨江晓帆、刘洪宏、董玮萍
- 原著：酒小七
- 剧本总监：刘霖菲
- 编剧：云庚、徐燕、刘霖菲
- 剧本策划：王文通、丁燕青、陈大业、严雯
- 文学责编：李甜、刘彤彤、温子怡
- 美术指导：张学坤
- 造型指导：张洪涛
- 摄影指导：景琛
- 灯光指导：李庆伦
- 动作指导：张星宇
- 剪辑指导：苍久新昊、王梓萧
- 音乐总监：王凯玉
- 声音指导：张洺溪
- 导演：麦田

## 音乐原声
| 曲序     | 曲目                               |                |                        | 时长  |
| -------- | ---------------------------------- | -------------- | ---------------------- | ----- |
| 1.       | 本姑娘（主题曲）                   | 王韵韵、张不贰 | 段奥娟                 | 3:35  |
| 2.       | 捉风（片头曲；赵涛、王凯玉作曲）   | 赵涛           | 赵涛、王韵韵           | 3:48  |
| 3.       | 无涯（片尾曲）                     | 张不贰         | 赖美云、赵磊           | 3:59  |
| 4.       | 清河（插曲；Derek Chua编曲）       | 张不贰         | 戴景耀、王韵韵         | 3:23  |
| 5.       | 请多关照（插曲）                   | 王韵韵         | 董又霖                 | 4:35  |
| 6.       | 秘爱（插曲；郑人予、王凯玉作曲）   | 郑人予         | 郑人予、唐宇涵、钟卓融 | 4:36  |
| 7.       | 没有（插曲）                       | 王韵韵         | 王韵韵                 | 4:48  |
| 8.       | 生来如念（插曲；赵涛、王凯玉作曲） | 赵涛           | 赵涛                   | 2:40  |
| 总时长： | 总时长：                           | 总时长：       | 总时长：               | 31:24 |